# Región codificante
La región codificante de un gen, también conocida como CDS por sus siglas en inglés (Coding Sequence), es esa porción del ADN de un gen o bien ARN que codifica la proteína. La región generalmente comienza en el extremo 5' por un codón de inicio y termina en el extremo 3' con un codón de terminación. 

## Estructura
La región de codificación en un ARN mensajero (ARNm) está flanqueado por la región no traducida cinco prima (5'-UTR) y la región no traducida tres prima (3'-UTR). La secuencia de codificación (CDS) es esa porción de una transcripción de ARNm que es traducida por un ribosoma. CDS es una palabra clave (característica-clave) utilizada para denotar la "secuencia de codificación de proteínas" en una tabla de características de genes por las principales bases de datos de secuencias INSDC. También leen CDS como secuencia de codificación y región de codificación.

## Diferencia con ADNc
Una secuencia de ADN complementario (ADNc), se deriva de la transcripción por  Transcriptasa inversa, pero en este caso también contiene los UTR 5' y 3', que no son parte del CDS (se transcriben, pero no se traducen). Un CDS casi siempre comenzará con un codón de iniciación AUG en eucariotas y se detendrá en uno de los tres codones de detención (UAA, UGA, UAG).

## Anotación de secuencia de codificación
Si bien la identificación de marcos abiertos de lectura dentro de una secuencia de ADN es sencilla, la identificación de secuencias de codificación no lo es, porque la célula traduce solo un subconjunto de todos los marcos de lectura abiertos a proteínas. Actualmente, la predicción de CDS utiliza muestreo y secuenciación de ARNm de las células, aunque todavía existe el problema de determinar qué partes de un ARNm dado se traducen realmente en proteínas. La predicción de CDS es un subconjunto de predicción de genes, este último también incluye la predicción de secuencias de ADN que codifican no solo la proteína sino también otros elementos funcionales como los genes de ARN y las secuencias reguladoras. 